# Geschichte Apuliens
Die Geschichte Apuliens behandelt die historische Entwicklung der südostitalienischen Region Apulien, die in etwa den Stiefelabsatz der Italienischen Halbinsel einnimmt.

## Urgeschichte

### Paläolithikum

#### Altpaläolithikum

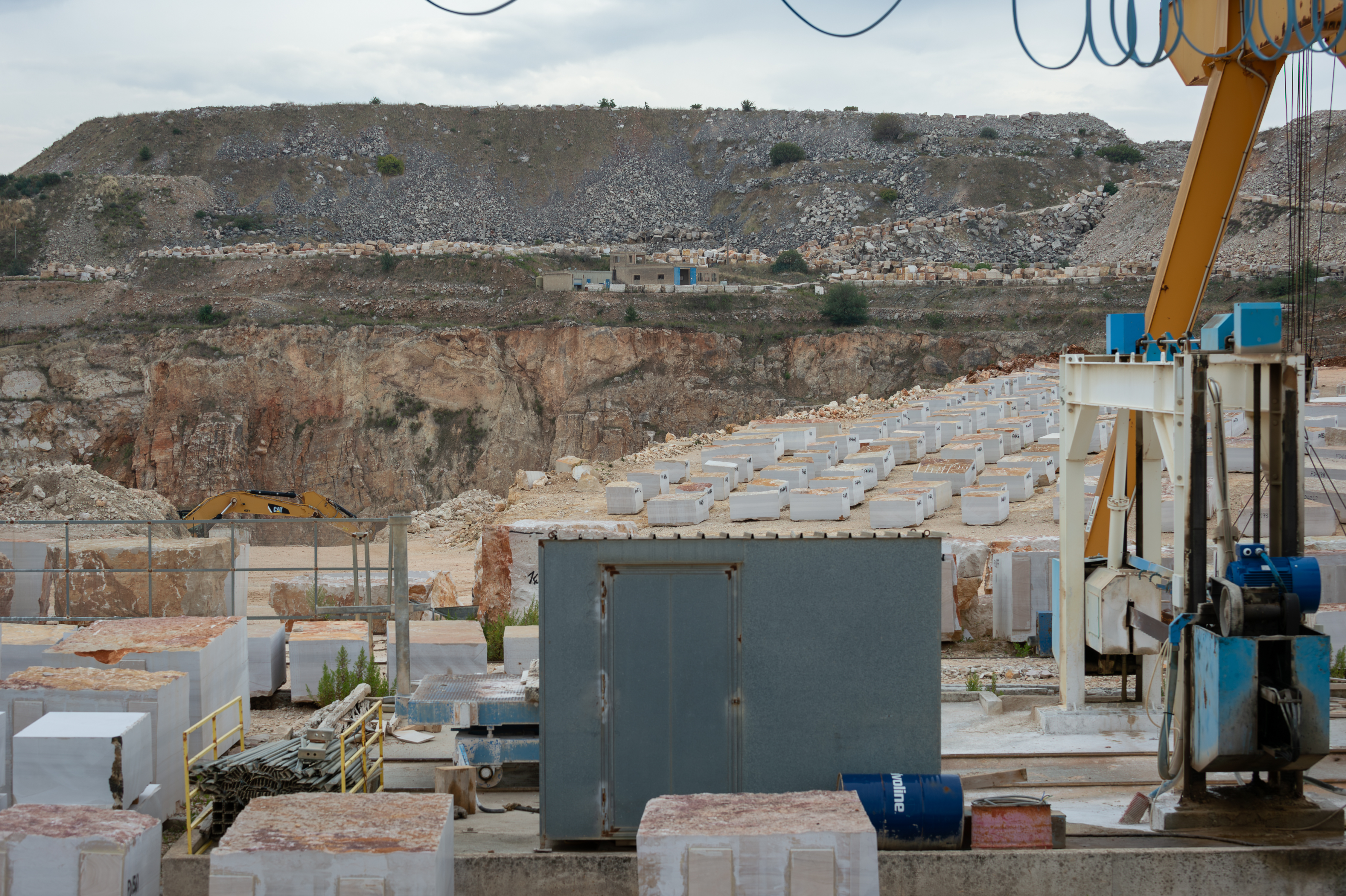
Pirro Nord P13 befindet sich in der Felswand etwa in der Bildmitte

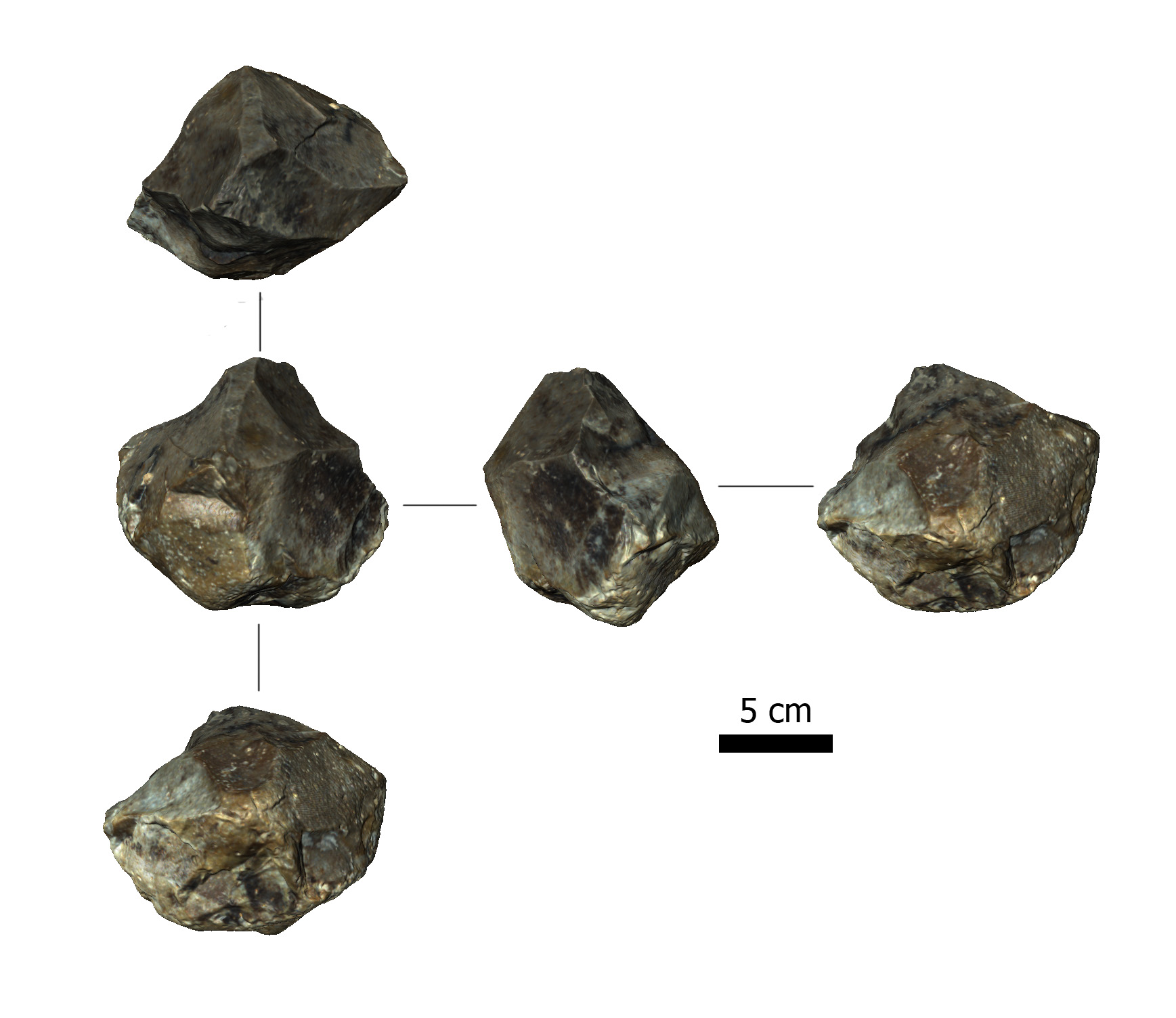
Flintkern

Zur Zeit der ersten Einwanderung menschlicher Gruppen nach Italien vor mindestens 1,3 Millionen Jahren war das Land noch erheblich schmaler, die Abruzzen hatten sich noch nicht gehoben, die Adria reichte nur bis ins nördliche Apulien, ins Gebiet des Monte Gargano. Dieser liegt nicht weit von Pirro Nord entfernt, wo sich die ältesten menschlichen Artefakte Italiens fanden, die auf 1,3 bis 1,7 Millionen Jahre datiert wurden.
Die Hebung des Apennin setzte vor 850.000 Jahren ein, so dass das flache, von Inseln durchsetzte Meer, das weite Teile der späteren Halbinsel bedeckte, verschwand. Eine erste Vergletscherung am Südrand der Alpen begann vor rund 800.000 Jahren; dies brachte Mastodonten und Elefanten, Wisente und Pferde aus Asien und den kälteren und trockeneren Gebieten Europas nach Süden. Vor etwa 700.000 Jahren entstand der Ätna, der Vesuv ist sogar erst 25.000 Jahre alt.

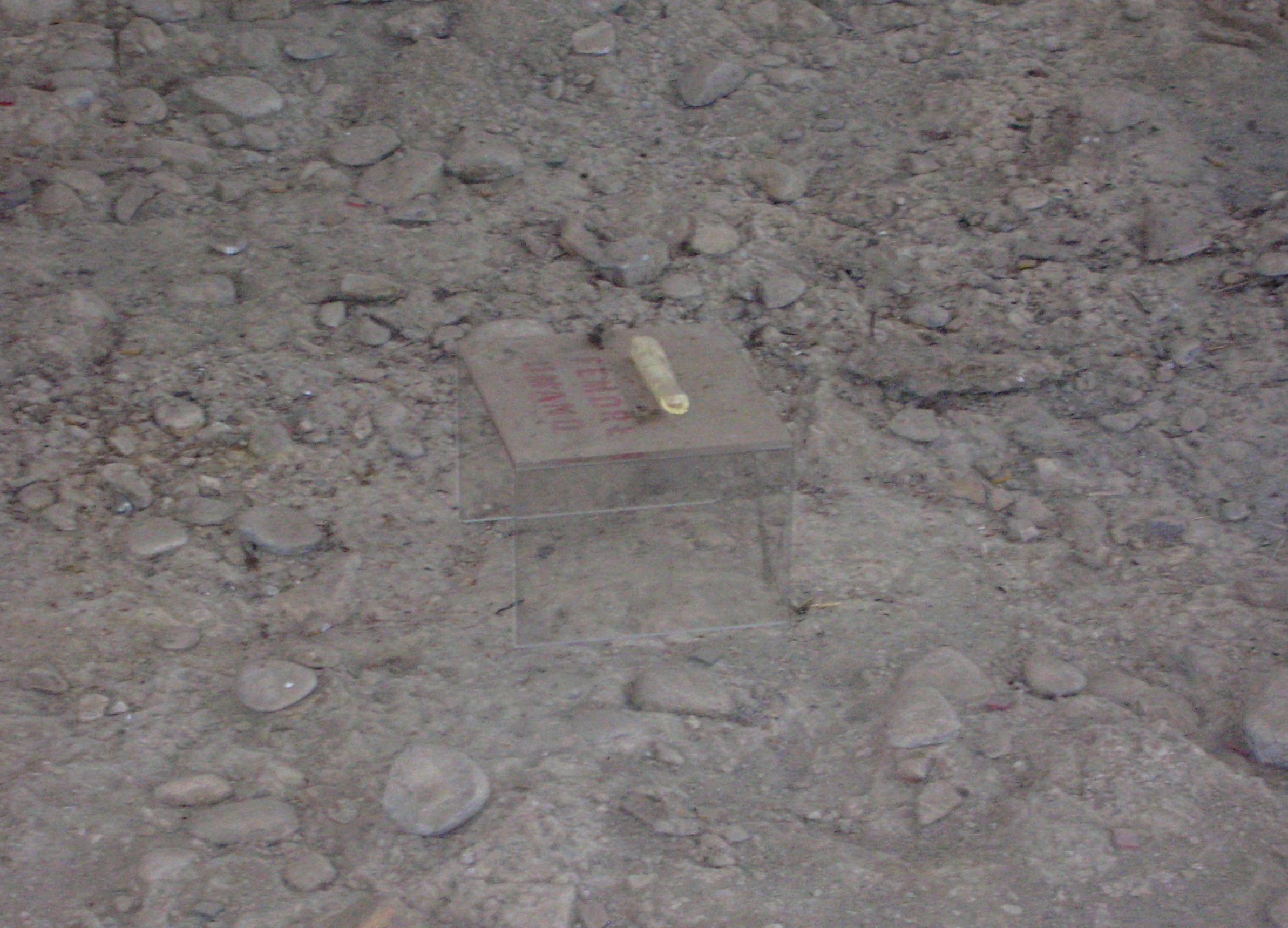
Oberschenkel einer Homo-erectus-Frau aus Notarchirico; er gilt mit 360.000 Jahren als ältester in einem weiteren Sinne menschlicher Überrest Süditaliens

In Apulien selbst ergibt sich eine Fundlücke. Doch nicht weit entfernt, in Isernia la Pineta (Molise), fanden sich 500.000 bis 740.000 Jahre alte Artefakte. Die Elefantenjagdstätte Atella (700.000 Jahre) in der Basilikata und Venosa Loreto, gleichfalls in der Basilikata (500 bis 550.000) nahe bei Venosa-Notarchirico, erbrachte ein Stück eines menschlichen Oberschenkelknochens, das aber widersprüchlich datiert wurde, darüber hinaus die Überreste von 84 Elefanten. Die für Apulien besonders wichtige Fundstätte Grotta Paglicci beim Monte Gargano erbrachte etwa 45.000 Fundstücke.

#### Mittelpaläolithikum
Vor etwa 300.000 bis 200.000 Jahren wird anhand der Steinbearbeitungstechnik der Beginn des Mittelpaläolithikums mit dem Einsetzen der Levalloistechnik angesetzt, allerdings tauchte sie in Süditalien überraschend spät auf. Inzwischen gibt es jedoch auch in Apulien mindestens 110.000 Jahre alte Belege für die Levalloistechnik, etwa aus der Grotta Romanelli.
Diese Phase endete vor etwa 40.000 Jahren mit einer neuerlichen Veränderung, dem Aurignacien, das als erste Phase des Jungpaläolithikums gilt. Zu dieser Zeit wanderten Cro-Magnon-Menschen ein, deren Zahl in Italien auf 1000, wenn nicht sogar nur 500 geschätzt wurde.
Im Mittelpaläolithikum lebten Neandertaler in Europa. Neben steinernen Werkzeugen brachten sie Holzwerkzeuge und -waffen hervor, wie etwa Lanzen; hinzu kamen Werkzeuge aus Knochen, Elfenbein und Geweih, die vielfach miteinander verbunden wurden (Kompositwerkzeuge). Das Ende des Mittelpaläolithikums ist durch Übergangsindustrien gekennzeichnet, in Italien vor allem durch das Uluzzien. Es trägt bereits Kennzeichen des Jungpaläolithikums. Zwar mussten während der Phasen weiträumigster Vergletscherung einige alpine Gebiete und auch die Höhenzüge der Abruzzen weitgehend geräumt werden, doch waren die Kältephasen nie so extrem, dass die Menschen sich nicht anpassen konnten.
1993 fand man bei Altamura nahe Bari in der Grotta di Lamalunga einen vollständig erhaltenen männlichen Leichnam. Es handelte sich um einen archaischen Homo sapiens, der auf ein Alter von 130.000 Jahren datiert wurde. Der Mann von Altamura war in die Spalte gestürzt und hatte sich nicht wieder befreien können. Er ist 160–165 cm groß und sein Skelett ist sehr gut erhalten. Wichtige Fundstätten sind zudem die beiden Höhlen Grotta del Cavallo und Grotta di Santa Croce.

#### Jungpaläolithikum
Auch während der extensivsten Ausdehnungsphasen der Gletscher war auch Süditalien für zahlreiche Pflanzen und Tiere ein Refugium, da das dortige Klima vergleichsweise mild blieb. Dabei konnte anhand von Untersuchungen am Lago Grande di Monticchio in der Basilikata gezeigt werden, dass das Klima in diesen Kaltzeiten sehr viel trockener war, so dass man von einer Trockensteppe ausgeht. Diese Trockenheit dürfte negative Auswirkungen auf die Megafauna gehabt haben, was wiederum einen starken Anpassungsdruck auf die Menschen – seien sie Neandertaler oder Cro-Magnon-Menschen gewesen – verursachte, da ihre wichtigste Jagdbeute verschwand.
Vielfach wird die früheste Phase des Jungpaläolithikums, das Uluzzien, noch dem Mittelpaläolithikum zugerechnet. Der Name geht auf Uluzzo im südlichen Apulien zurück, wo entsprechende Funde Anfang der 1960er Jahre in der Grotta del Cavallo gemacht wurden. Wichtigste Fundorte in Apulien sind neben der besagten Grotta del Cavallo die Grotta Bernardini und die Grotta Riparo di Uluzzo. Zwei Zähne aus der Grotta del Cavallo wurden auf ein Alter von 45.000 bis 43.000 Kalenderjahren vor heute datiert und galten bis 2020 als der älteste Beleg für die Existenz des anatomisch modernen Menschen in Europa.
Es fanden sich Knochenklingen in der Cavallo-Höhle, in der Grotta di Castelcivita (der einzigen mit modernen Methoden ausgegrabenen Höhle des Uluzzien), ebenso wie in Uluzzo C, sowie Ahlen. In der Höhle von Castelcivita ließ sich Fischfang belegen.

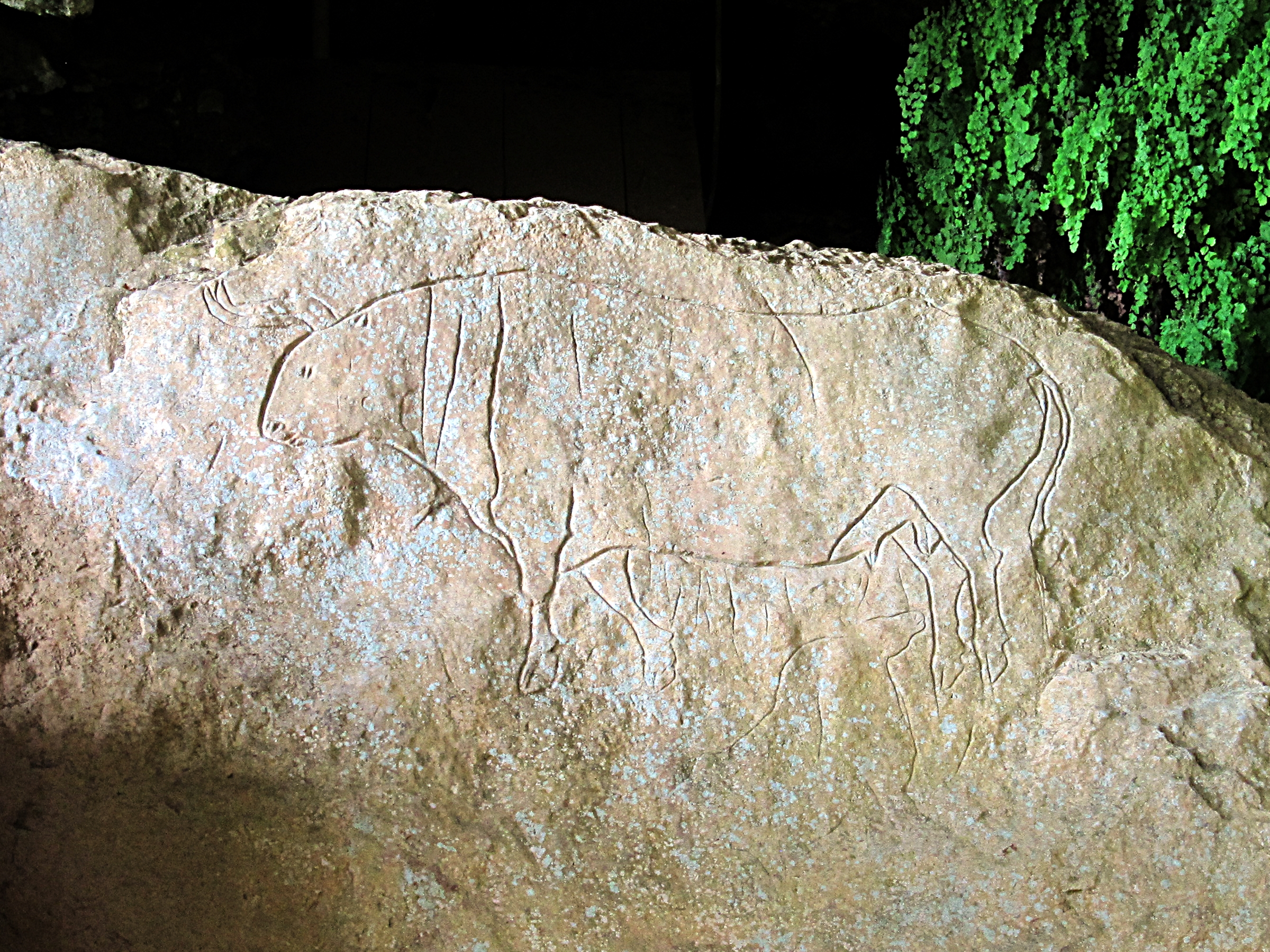
Ritzzeichnung eines Bos Primigenius in der Grotta del Romito, der Höhle des Einsiedlers

Kunstwerke aus dem Paläolithikum, wie sie in Frankreich und Spanien so häufig sind, sind in Italien äußerst selten. Einige der ältesten fanden sich in der Grotta del Romito in Kalabrien. Dort fand sich in Form einer Steinritzung beispielsweise die Darstellung eines Auerochsen. Zudem fanden sich dort Grabstellen vor der Höhle.
Genetische Untersuchungen erwiesen 2023, dass sich zwar während des letzten kaltzeitlichen Maximums der Gletscherausdehnung die Jäger und Sammler auf die iberische Halbinsel zurückzogen. Doch der ebenfalls angenommene Rückzug nach Italien fand demnach nicht statt. Die Jäger und Sammler aus Ost- und Südeuropa starben im Gegenteil allem Anschein nach aus. Sie sind in Italien nach dem Kältemaximum genetisch nicht mehr nachweisbar.

### Neolithikum (frühbäuerliche Kulturen)

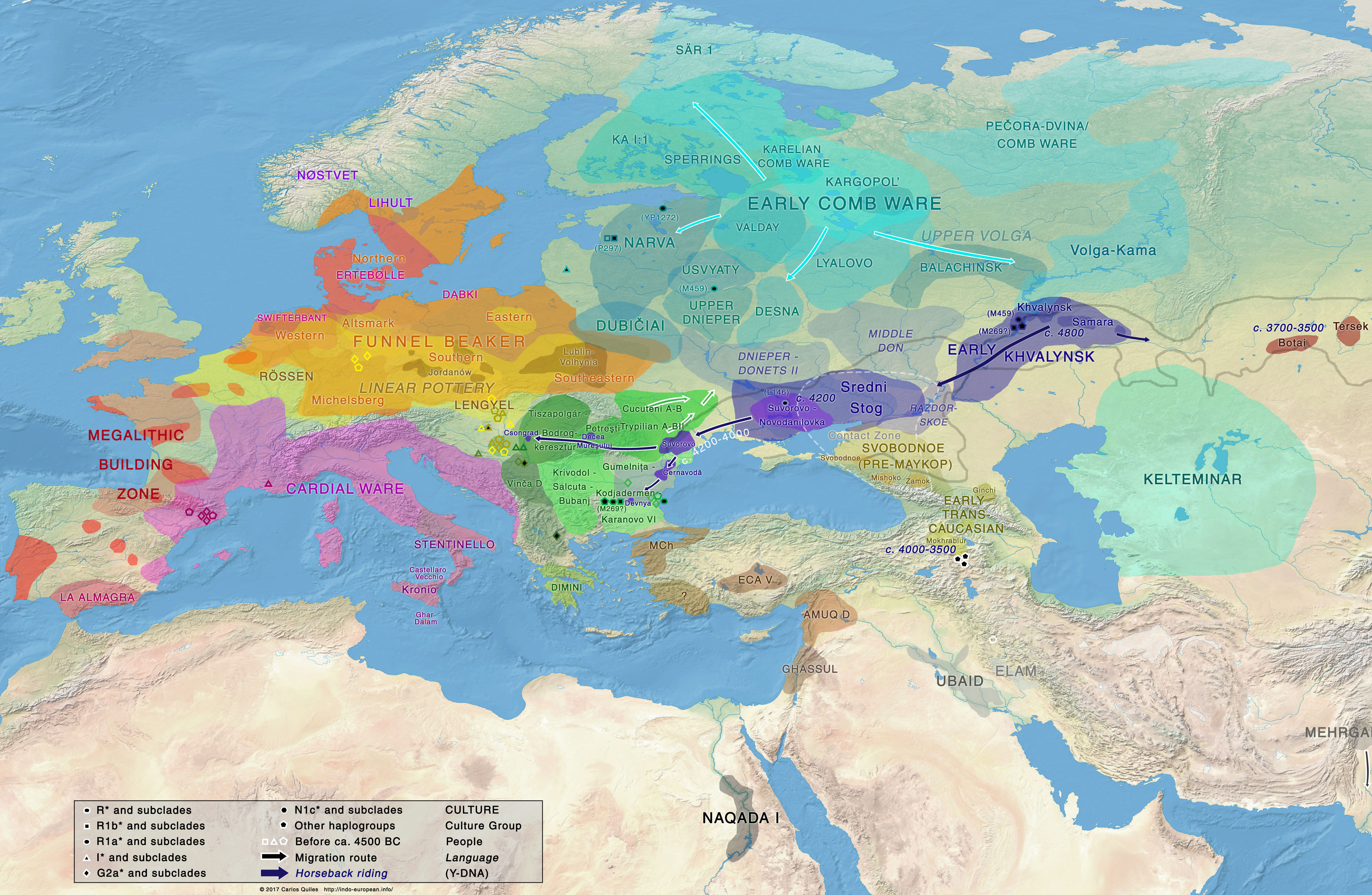
Zusammenhänge europäisch-westasiatischer archäologischer Kulturen nach genetischen Kriterien, mit Wanderungen des 5. Jahrtausends v. Chr.

Die Cardial- oder Impressokultur breitete sich im 7. Jahrtausend v. Chr. an der östlichen Adriaküste und rund um das westliche Mittelmeer aus. Ab dem 6. Jahrtausend v. Chr. setzte sich im Süden Italiens die Bodenbewirtschaftung – vor allem ältere Formen des Weizens, Roggen und Bohnen wurden nun angebaut – und Haltung von Haustieren – vor allem Hund, Ziege, Schaf, Schwein und Rind – durch. Die veränderten Kulturen brachten komplexe rituelle und religiöse Formen, Ansiedlung in Dörfern, Keramik, gewebte Stoffe und handwerkliche Spezialisierungen hervor. Die schon länger vermutete Ausbreitung auf dem Seeweg bestätigen inzwischen genetische Untersuchungen, die darüber hinaus zeigen, dass die Pflanzen und Tiere, die die neuen Siedler mitbrachten, ebenfalls aus dem östlichen Mittelmeerraum stammten.

Die archäologischen Kulturen Europas und des angrenzenden Mittelmeerraums im Mittleren Neolithikum, ca. 4500 bis 4000 v. Chr.

Die frühesten neolithischen Funde setzen in Italien zwischen 6100 und 5800 v. Chr. ein. Dabei erfolgte eine Besiedlung zunächst entlang der Küstensäume von Apulien, Basilikata und Kalabrien, die sich entlang der Flüsse ins Inland ausdehnte.
Zwar ist die Zahl der Skelettfunde in Italien auch im Neolithikum noch begrenzt, doch erlaubt ihre Untersuchung die Aussage, dass Frauen im Durchschnitt 1,56 m, Männer 1,66 m groß waren. Damit waren vor allem die Männer kleiner als im Paläolithikum, und auch später waren sie nie wieder so klein. Dies könnte mit periodischem Mangel an adäquaten Lebensmitteln zusammenhängen. Auch sorgte die nun auf Getreide basierende Ernährung für eine Zunahme von Zahnkaries und von Zahnverlust. Die Lebenserwartung war insgesamt eher niedrig, Erwachsene starben oftmals mit weniger als 30 Jahren; bei den Toten entsprach die Zahl der Kinder etwa der der Erwachsenen. Männer wurden häufiger auf der rechten Seite liegend beigesetzt, Frauen eher auf der linken. Die Menschen wurden immer einzeln begraben. Steinfigurinen wurden nun oftmals den Toten beigegeben, deutlich besser bearbeitet, auch wurden sie nicht achtlos weggeworfen, sondern rituell beigesetzt. Die in der älteren Forschung oftmals anzutreffende Verbindung von weiblichen Figurinen mit weiblicher und Bodenfruchtbarkeit stößt inzwischen auf Vorbehalte. Einige Figurinen wiesen Spuren von Ocker auf, wie er auch auf Toten zu finden war. Einige wenige wiesen vogelartige Masken auf, andere, wie in Cala Scizzo, der Grotta Pacelli oder Baselice einen aufwändigen Kopfschmuck.
Kennzeichen des italienischen Neolithikums ist neben der Landbearbeitung vor allem das Dorf. Kleine Dörfer von etwa 25 Bewohnern bestanden etwa zur Hälfte aus Kindern. Da auch die Zahl der Männer und Frauen sehr gering war, dürften zu wenige Partner zur Verfügung gestanden haben, vor allem aber waren weder Verteidigung noch Raub, gemeinsame Jagden oder Ernten möglich. All dies konnte nur im Zusammenwirken mit anderen Dörfern gelingen. Darüber hinaus standen ihnen mehr Ältere zur Seite, deren Fähigkeiten und Gedächtnis ihnen zustattenkamen. Den selten mehr als 50 Jahre alten Menschen kamen dabei Erfahrungen mit seltenen Ereignissen zugute, und allein schon deshalb waren sie von hohem Ansehen. Für besondere Aufgaben, wie die Herstellung von Keramik, den Gartenbau oder die Jagd, standen immer nur kleine Gruppen zur Verfügung.
Figurinen aus Ton als Darstellungen von Menschen sind, wie im übrigen Europa ebenfalls angenommen, meist weiblich und fast immer sehr klein. Sie wurden in Italien anscheinend selten gebraucht, selten überarbeitet, und offenbar ohne Ritual weggeworfen, so dass sie vielleicht zu Heilungsritualen oder Initiationsriten gebraucht wurden. Am Ende des Neolithikums verschwanden sie – andere Ausdrucksformen wie Felsmalereien dominierten am Ende dieser Epoche, wie in der Grotta dei Cervi bei Porto Badisco (Gemeinde Otranto).
Dabei fehlen im neolithischen Italien alle Anzeichen für eine Hierarchisierung der Gesellschaft, wie etwa reiche Bestattungsplätze, monumentale Architektur, zentrale Orte mit einem hierarchischen Verhältnis zu den Nachbarorten, auch wenn sich letzteres Phänomen möglicherweise zu entwickeln begann.
Neben Sardinien lieferten das seltene Tausch- und Handelsgut Obsidian nur noch Palmarola, Lipari und Pantelleria. Voraussetzung für diesen Handel war die regelmäßige Seefahrt. Seetaugliche Schiffe oder Boote aus dieser Epoche wurden bisher jedoch nicht gefunden. Jedoch zeigt die mindestens 13.000 Jahre alte Gewinnung von Obsidian auf der griechischen Insel Milos, dass Seefahrzeuge bereits sehr früh in Gebrauch waren, was wiederum für die Zuwanderung der Bauern nach Apulien über See spricht.

### Metallzeitalter

#### Kupferzeit
Mit der Verbreitung der Kupferverarbeitung über den Balkan ab der Mitte des 5. Jahrtausends entstand eine Gesellschaft, deren Hierarchisierung auf der Anhäufung von Prestige und Reichtum beruhte. Die Kenntnis dieses Metalls und seiner Bearbeitung erreichte um 4000 v. Chr. Süditalien. Zu dieser Zeit war die dort vorherrschende neolithische Kultur die Diana-Kultur. Kupfer wurde ab Mitte des 4. Jahrtausends bei Cosenza in Kalabrien gewonnen.
Die kupferzeitliche Gaudo-Kultur (etwa 3150–2300 v. Chr.) hatte zwar ihren Schwerpunkt in Kampanien, doch auch Funde in Apulien und der Basilikata werden ihr zugeordnet. Wichtigste Fundorte sind dort Buccino und Mirabella Eclano.
In weichen Stein eingegrabene Familiengräber waren kennzeichnend für die veränderte Auffassung von der familiären Kontinuität und der Bedeutung der Vorfahren. Trinkgefäße wurden mitgegeben, möglicherweise zur Begrüßung der Ahnen, gelegentlich auch Fleischstücke von Rindern oder Schweinen. Die Gebeine der Verstorbenen mussten jeweils Platz für die nächsten Verstorbenen machen. Einzelgräber fanden sich im kampanischen Tufara di Montesarchio, in Faicchio im Benevento, dann wieder im kampanischen Caiazzo und bei Gesualdo oder Avella.
In der voll entfalteten Kupferzeit finden sich neben der Gaudo-Kultur die Andria-Kultur in Apulien und in der Basilikata. Allem Anschein nach waren die Menschen weniger häufig krank, die Zähne aufgrund ausgeglichenerer Ernährung gesünder, die Menschen waren wieder ein wenig größer. Die Dörfer im Süden sind allerdings äußerst selten fassbar. Dabei kam es in Italien, das sich nicht nur hierin vom Rest Europas unterschied, weder zu einer Monumentalisierung noch zu erkennbaren Zentralorten, denen umgebende Orte zugeordnet waren. Eine formale Schichtung oder Machtverteilung ist nicht erkennbar, weder innerhalb der Gruppen, noch zwischen den Ansiedlungen.
Erstmals entstanden Statuen, die zwar noch keine Monumentalwerke waren, aber dennoch mit 31 und 35 cm Größe wie im Falle der Statuen aus Apulien (Arnesano) nicht mehr einfach in der Hand zu halten waren wie in den vorangehenden Zeiten, in denen die Statuen wesentlich kleiner waren. Nun entstanden stelae mit kosmologischen Attributen. Anscheinend wurden sie zwischen den Siedlungen aufgestellt, gelegentlich in Gruppen. Sie dienten möglicherweise als Wegweiser, Grenzmarken oder Markierungen zur Erinnerung, vielfach wurde über Mutter- oder Ahnenkulte spekuliert.
Der zunehmende Handel bezog sich auf prestigeträchtige Güter wie Kupfer, Flint oder Obsidian, doch wurden sie nicht als Besitz akkumuliert, sondern zwecks Ansehensgewinn weitergereicht. Möglicherweise dienten sie aber auch zeremoniellen Abschlüssen von nun weiter ausgreifenden Sozialsystemen und deren Sicherung. Dabei wurden Mitte des 4. Jahrtausends steinerne durch metallene Prestigeobjekte weitgehend verdrängt.
Neben diesen Veränderungen gibt es aber zahlreiche Elemente von großer Kontinuität, wie etwa den Gebrauch von Ocker in den Grabstätten. Von einem Bruch kann also keine Rede sein, sondern von beständiger Kontinuität in der langsamen Veränderung.
Seit der Besiedlung vor 5000 v. Chr. gehörten Süditalien, Sizilien und Malta einer übergreifenden Kultur an, der Stentinello-Kultur. Nun begann der südlichste Ausläufer der süditalienischen Kulturen vollkommen eigene Wege zu gehen.

#### Bronzezeit
Passo di Corvo, in der „Tavoliere delle Puglie“ ist eine der ältesten kreisgrabenartigen Anlagen Europas. Die etwa 80 bekannten Megalithanlagen des Bari-Taranto- und des Otranto-Typs entstanden während der Bronzezeit. Hinzu kommen mindestens eben so viele Menhire und Hypogäen wie das von Le Trappite sowie die Kammergräber in Apulien. An den Küsten entstanden während der Bronzezeit viele befestigte, oft zusätzlich natürlich geschützte Siedlungen, deren Funde teilweise intensive Handelsbeziehungen u. a. mit dem östlichen Mittelmeerraum – speziell dem mykenischen Griechenland und teilweise Zypern – offenbaren. Vor allem Mykenische Keramik kam an vielen Fundorten zu Tage.
Ein bedeutendes Handelszentrum war die Siedlung am Scoglio del Tonno in Tarent, die nicht nur intensive Handelsbeziehungen zum östlichen Mittelmeerraum, sondern auch nach Norditalien unterhielt und ein wichtiger Umschlagsplatz für Metallwaren aus dem Norden war. Tausende von Purpurschneckenhäusern, die in der befestigten Siedlung von Coppa Nevigata ans Licht kamen, legen nahe, dass dort während der mittleren und späten Bronzezeit eine Produktionsstätte für Purpur bestand. Die ältesten in antiken Quellen namentlich genannten Bewohner der Gegend waren die im 11. und 10. Jahrhundert v. Chr. möglicherweise aus Illyrien eingewanderten Daunier, verwandt mit den Messapiern und Peuketiern.

## Griechen und Römer

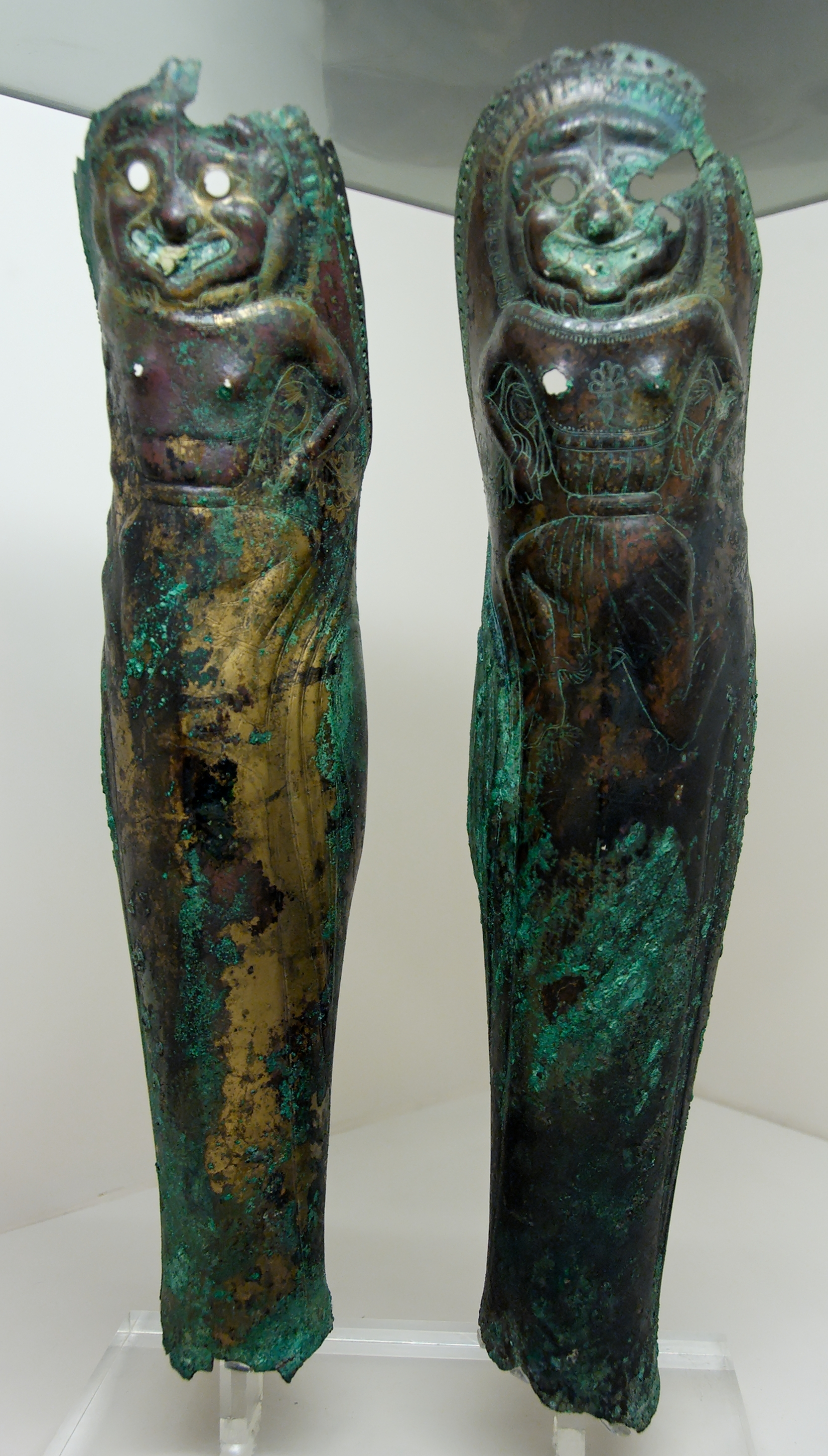
Bronzearbeiten aus Apulien (ca. 500 v. Chr.)

Im Zuge der griechischen Kolonisation zwischen etwa 750 und 550 v. Chr., die den Küsten Süditaliens nicht allein griechische Siedler, sondern darüber hinaus tiefgreifende Kultureinflüsse brachte, entstanden im Umkreis Apuliens die Griechenstädte Taras (Tarentum, Tarent mit L’Amastuola), Kallipolis (Gallipoli) und Hydrus (Hydruntum, Otranto), die übrige dem Balkan gegenüber liegende Adriaküste Apuliens wurde von den Griechen jedoch nicht aufgesucht.
Die Ausbreitung der römischen Macht über Italien erreichte Apulien, das in der Auseinandersetzung mit den Samniten strategische Bedeutung hatte, gegen Ende des 4. Jahrhunderts. Die von Rom nach Capua verlaufende Via Appia, die erste römische Fernstraße, wurde bis Brundisium (Brindisi) verlängert, wo sich ein reger Ausgangshafen für den Schiffsverkehr nach Griechenland entwickelte. (Hier starb im Jahre 19 v. Chr. der Dichter Vergil, von einer Griechenlandreise mit dem Kaiser Augustus zurückkehrend.) Die Wichtigkeit dieser Straßenverbindung wird dadurch unterstrichen, dass ihr Kaiser Trajan um 100 n. Chr. einen nördlich verlaufenden Zweig angliederte, die Via Traiana, die südlich des Gargano die Adria erreichte und dann der Küste entlang über (das noch ganz unbedeutende) Bari ebenfalls nach Brundisium führte.
Im Rahmen des Römischen Reiches war die Bedeutung Apuliens (das von den Römern Calabria genannt wurde, während das heutige Kalabrien Bruttium hieß) gering. Dass hier im Jahre 216 v. Chr. die Römer gegen Hannibal bei Cannae die berühmte Niederlage erlitten, die fast das Ende ihres Staates brachte, hat mit der Landschaft selbst kaum etwas zu tun, und die Verwüstungen des Krieges trug Apulien nicht anders als andere italische Gegenden. Wie in fast allen Regionen Italiens ging die Bevölkerung zurück, die Landwirtschaft stagnierte, die wenigen Städte blieben provinziell, auch wenn die Pax Romana des Kaisers Augustus dem Reich im Inneren eine fast ungestörte Friedenszeit für mehr als zwei Jahrhunderte schenkte.

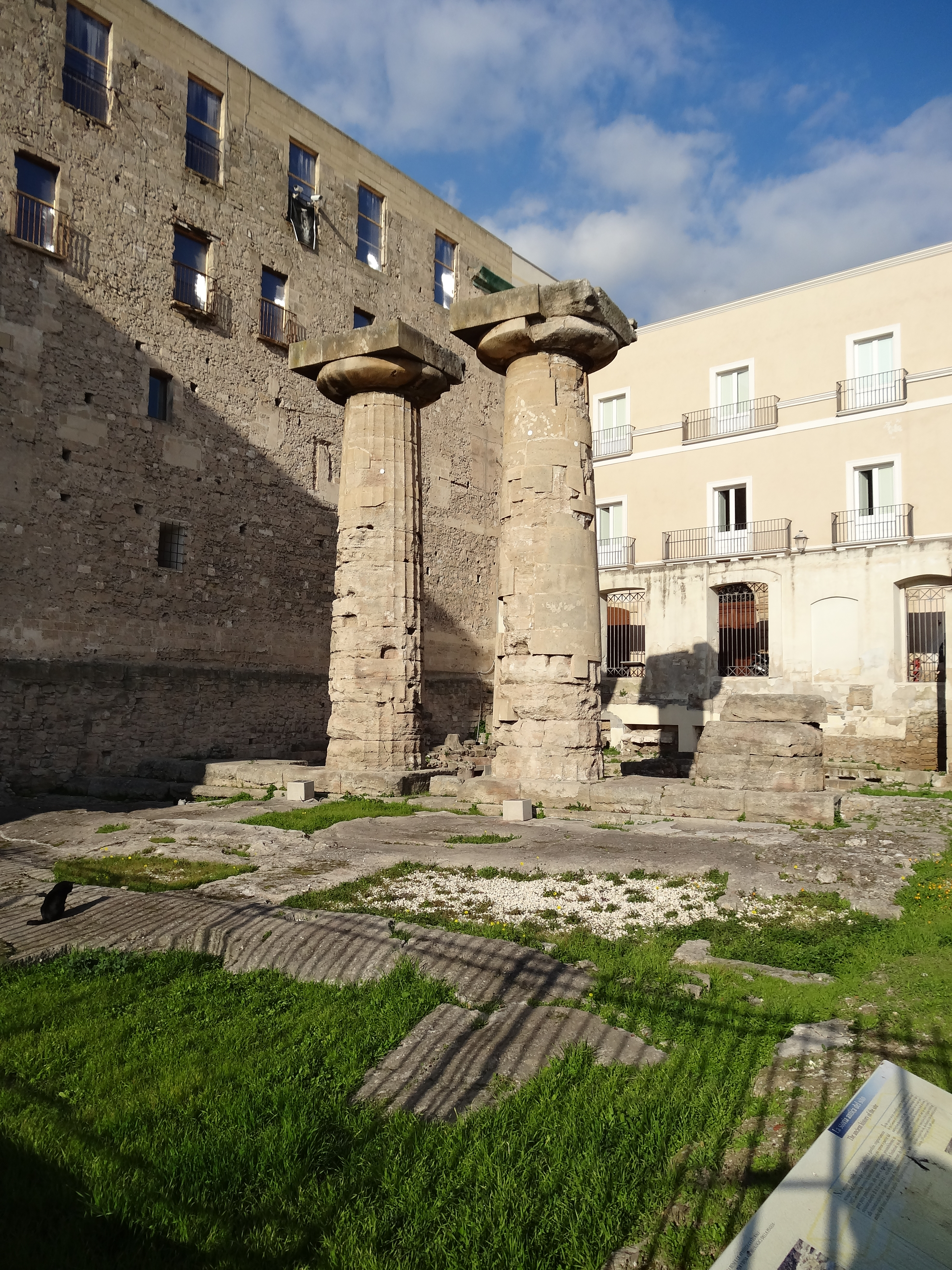
Reste eines dorischen Tempels
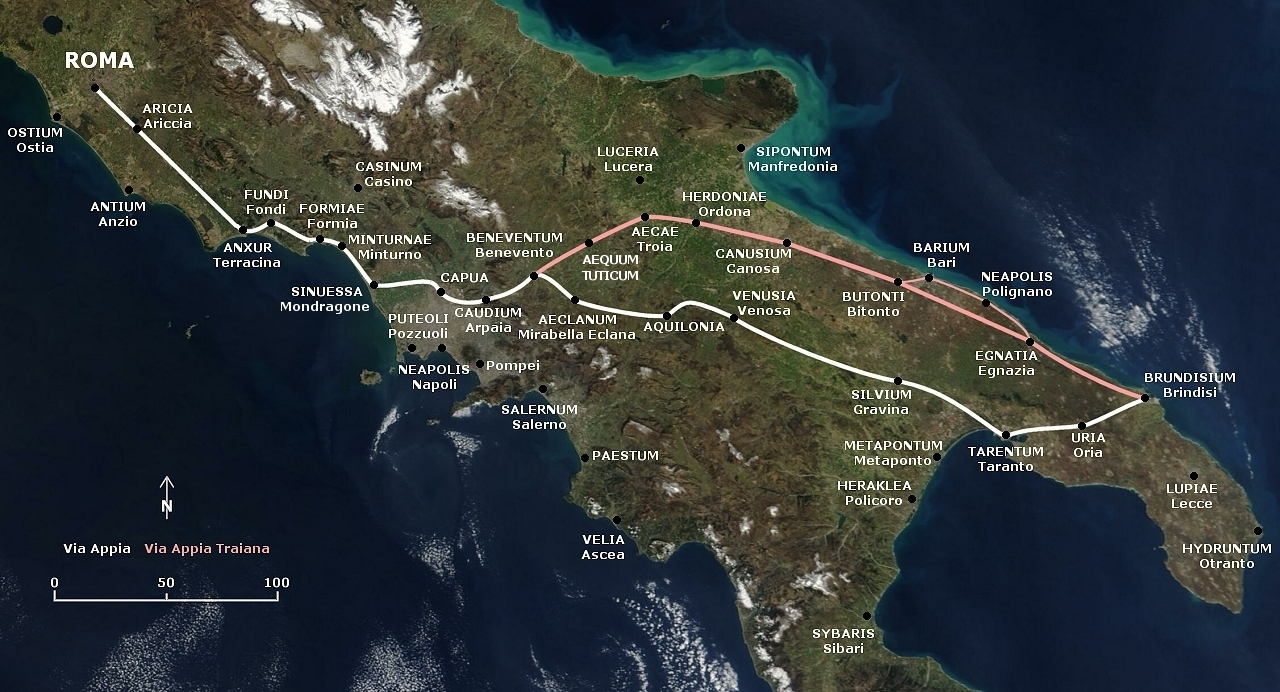
Verlauf der Via Appia

## Völkerwanderung und Frühmittelalter
Die Stürme der Völkerwanderung, die nach 375 n. Chr. das Reich überzogen, berührten Süditalien zunächst nicht, und auch nach dem Ende des Westreiches 476 änderte sich für Apulien als Teil der sich in Italien etablierenden Germanenherrschaften des Odoakar und der Ostgoten (Theoderich der Große) nicht viel.

Das Byzantinisches Reich in mittelbyzantinischer Zeit – beim Tode des Kaisers Basileios II. – im Jahr 1025 (einschl. der „Protektorate“)

Die Wende kam mit dem Rückeroberungsversuch des Kaisers Justinian I., der in einem zwanzigjährigen, überaus verwüstenden Krieg, der auch Apulien direkt betraf, das Ostgotenreich zerschlug und Italien für das Oströmische Restreich zurückgewann. Die byzantinische Herrschaft überdauerte den Kaiser aber nur wenige Jahre: Bereits 568 fielen die germanischen Langobarden unter ihrem König Alboin von Norden in Italien ein, setzten sich in der Poebene fest und dehnten ihre Herrschaft über große Teile Mittel- und Süditaliens aus. Allerdings gelang es ihnen nicht, die Byzantiner völlig zu vertreiben: Wie die Gebiete um Ravenna und Rom verblieb auch ein Großteil Süditaliens mit Apulien als Außenposten unter byzantinischer Verwaltung. Italien war nun geteilt und blieb es (bei unterschiedlichen Grenzziehungen) bis zum italienischen Risorgimento 1859–1860.
In den folgenden vier Jahrhunderten war Apulien ein Teil der überaus wechselhaften Geschichte der Regionen Süditaliens. Während der Dauer des Langobardenreiches (bis 774) blieb Apulien im Wesentlichen unter byzantinischer Herrschaft, Brindisi allerdings verlor seinen Vorrang an Bari, das als befestigter Hafen Residenz des byzantinischen Statthalters wurde. Der ständige Druck der Langobarden engte den byzantinischen Besitz stark ein, und auch in Teilen Apuliens vermochten sie sich festzusetzen.
Mit dem Sturz des langobardischen Königtums durch das Eingreifen Karls des Großen fand zwar die unmittelbare langobardische Bedrohung ihr Ende, und seine Nachfolger waren nicht in der Lage, energische Politik in Süditalien zu betreiben, doch auch Byzanz konnte seine Position gegenüber den nach wie vor existierenden langobardischen Rest-Herzogtümern (Benevent, Capua, Salerno) nur mit Mühe aufrechterhalten. Von Byzantinern wurde die Provinz daraufhin Langobardia genannt, da sie sie den Langobarden entrissen hatten. Die die Region heimsuchenden Araber machten daraus al-Ankubardia.
In diese verworrene Situation traf im 9. Jahrhundert der Vorstoß der muslimischen Sarazenen.  Von Tunis aus hatten sie den Byzantinern Sizilien entrissen und überfielen in raschen Raubzügen die tyrrhenischen Küstengebiete bis an die Rhonemündung, plünderten Rom und setzten sich in der zweiten Jahrhunderthälfte auf dem süditalienischen Festland fest, wo sie Bari, Brindisi und Tarent in ihre Hand brachten, Emirate gründeten und die Byzantiner aus fast allen ihren Besitzungen vertrieben. Für mehr als ein Jahrhundert blieb Unteritalien ständiger Kampfplatz zwischen Sarazenen, Langobarden und Byzantinern, wobei Apulien als Gegenküste des Balkans eine zentrale Rolle zukam und im 10. Jahrhundert wieder weitgehend, wenn auch nicht unbestritten, in byzantinischen Besitz gelangte: Bari, neuerlich Sitz des Statthalters, Brindisi und Otranto dienten als Verbindungshäfen nach Byzanz. Es ist bemerkenswert, dass die Sarazenen als Muslime keineswegs nur als Gegner schlechthin bekämpft wurden, sondern je nach Erfordernis auch als Verbündete willkommen waren. 
Versuche von außen, die Verhältnisse Süditaliens zu steuern, blieben ergebnislos. Zunächst konnte zwar der Karolinger Ludwig II., dem bei den fränkischen Reichsteilungen 840 die Herrschaft über Italien zugefallen war, deutliche Erfolge erringen, scheiterte aber zuletzt an der Unzuverlässigkeit seiner langobardischen Verbündeten. Ein Jahrhundert später musste Kaiser Otto der Große, seit 951 König des karolingischen Teilreiches Italien, seine Pläne zur Beherrschung des Südens nach erfolgloser Belagerung der Byzantiner in Bari 968 aufgeben, und eine schwere Niederlage seines Sohnes, Ottos II., in der Schlacht am Kap Colonna bei Cotrone/Crotone gegen die Sarazenen 982 bedeutete das Ende der kaiserlichen Süditalienpolitik für mehr als zweihundert Jahre. In der Theorie allerdings hielten die deutschen Könige und Kaiser an einer nominellen Oberhoheit über das langobardische Unteritalien fest, woraus ernste Spannungen gegenüber den Ansprüchen der byzantinischen Kaiser resultierten. Noch 1002 wurde Bari erneut von Arabern erobert und von Byzantinern rasch zurückerobert. Gegen die Byzantiner aber erhob sich der Barenser Melus (Melo) 1009/10 und 1017/1018, als Ismahel (Ismail) ist er auf dem goldbestickten Sternenmantel verewigt, den der Herzog von Apulien dem deutschen Kaiser Heinrich II. geschenkt hatte.

## Das normannische Reich in Unteritalien
Eine neuerliche, grundlegende Wende, die für die gesamte Geschichte Süditaliens bis ins 19. Jahrhundert richtungweisend war, kam mit dem Erscheinen der Normannen am Beginn des 11. Jahrhunderts. Zuerst handelte es sich nur um kleine Gruppen landloser Ritter aus der französischen Normandie, die in ihrer Heimat keine Zukunftsperspektive hatten und so als Abenteurer in der Fremde ihr Glück suchten. In den ungeordneten, kriegerischen Verhältnissen Süditaliens ergriffen sie die Chance, im Sold der verschiedenen einheimischen Kriegsparteien aus ihrer Kampfkraft Ruhm, Beute und Landbesitz zu gewinnen. Ihre Erfolge zogen rasch weitere Gruppen von Landsleuten nach, die wachsende Zahl von normannischen Kriegern verstärkte ihren militärischen und politischen Einfluss, bald wurden ihre Anführer zu Vasallen heimischer Fürsten und gelangten in den Besitz eigener Lehen (unter ihnen trug eine Grafschaft an der Adriaküste südlich des Gargano erstmals den Namen „Apulien“).
Historische Bedeutung erlangten die süditalienischen Normannen um die Mitte des 11. Jahrhunderts unter der Führung mehrerer Brüder aus dem Hause Hauteville. Unter ihnen ragten Robert Guiscard und sein Bruder Roger I. hervor. Sie griffen die letzten byzantinischen und sarazenischen Besitzungen planmäßig an, und während sich Roger der Eroberung Siziliens widmete, brachte Robert Guiscard zuerst Kalabrien und dann ganz Apulien in seinen Besitz. Die Existenz eines selbständigen normannischen Machtbereichs wurde nach misslungener Gegenwehr (Schlacht von Civitate in Nordapulien 1053) von Kaiser Heinrich III. und dem von ihm protegierten Papst Leo IX. anerkannt, Robert Guiscard wurde als Herzog von Apulien und Kalabrien bestätigt. Als sich nach dem Tod des Kaisers 1056 die Reichsgewalt geschwächt zeigte und Konflikte zwischen Kaisertum und Papsttum sichtbar wurden, die bald darauf im Investiturstreit gipfeln sollten, ergriff Robert Guiscard die Partei des Papstes und ließ sich sein neues Reich als päpstliches Lehen übertragen (1059). Die neue normannisch-päpstliche Allianz bewährte sich erstmals 1084, als Kaiser Heinrich IV. Rom belagerte und die Stadt durch das Heer Robert Guiscards gerettet (allerdings auch geplündert) wurde. Die kaiserliche Partei in Süditalien war damit ausmanövriert, während der byzantinische Einfluss nach dem Fall von Bari 1071 ebenfalls praktisch erlosch. Noch weiter ausgreifende Pläne Robert Guiscards zur Eroberung von Griechenland und Byzanz kamen nur durch seinen plötzlichen Tod 1085 zum Stehen.
Andererseits wurde der Kontakt zur byzantinischen und muslimischen Welt des östlichen Mittelmeers um die Wende zum 12. Jahrhundert gerade von Apulien aus mächtig intensiviert, als in den beginnenden Kreuzzügen die apulischen Adriahäfen Barletta, Bari, Brindisi und Otranto, auch Tarent, den Kreuzfahrergruppen günstige Einschiffungs- und Landemöglichkeiten – zum Teil mit Hilfe der Venezianer – boten und ihrerseits wirtschaftliche und kulturelle Vorteile aus diesem Verkehr ziehen konnten. Zugunsten von Bari wirkte es sich auch aus, dass es gelang, die Gebeine des heiligen Nikolaus von Myra für die Stadt zu beschaffen und sie so zu einer der beliebtesten Pilgerstätten des Mittelalters zu machen.
Die anfangs unter den Mitgliedern des Hauses Hauteville aufgeteilten Fürstentümer und Grafschaften Süditaliens und Siziliens wurden unter Roger II. zu einem geschlossenen Staatsgebiet zusammengefasst und 1130 als Königreich Sizilien vom Papst bestätigt. Dieses normannische Reich mit der Hauptstadt Palermo stellte im 12. Jahrhundert den modernsten, am besten organisierten und kulturell blühendsten Teil Europas dar, an dessen Glanz die arabisch-muslimische Komponente in Sizilien ganz entscheidenden Anteil hatte.

## Die Staufer
Siehe auch: Liste der Stauferburgen in Unteritalien

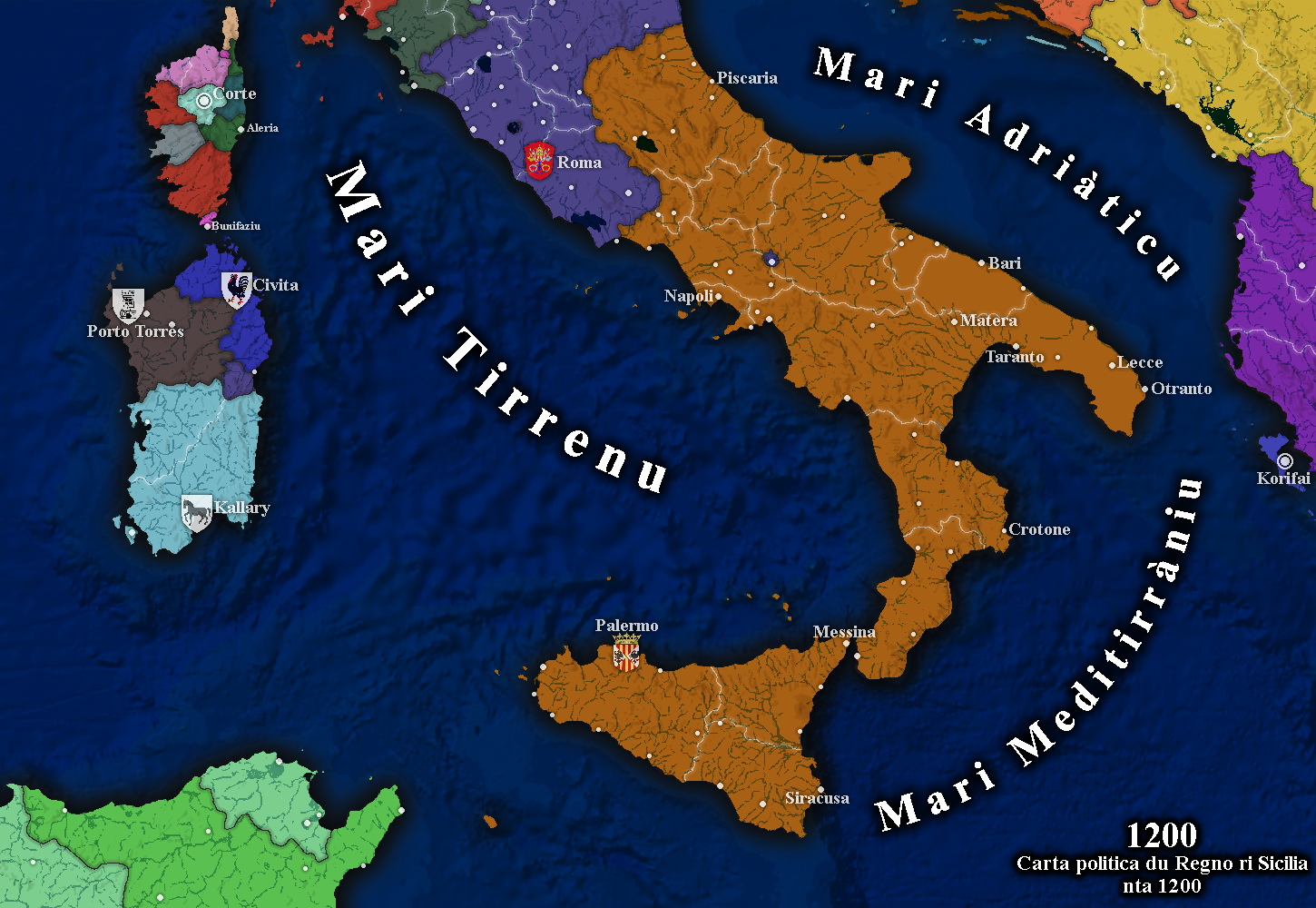
Das Königreich Sizilien zur Zeit Friedrich II.

Gegen Ende des 12. Jahrhunderts trat Süditalien in ein neues historisches Stadium: Der deutsche Thronerbe Heinrich, Sohn des Stauferkaisers Friedrich Barbarossa, schloss 1186 die Ehe mit Konstanze, der um elf Jahre älteren Tochter Rogers II. und Erbin des Königreichs Sizilien. Die bevorstehende Personalunion des damals mächtigen und in Italien sehr aktiven deutschen Reiches mit dem bisher dem Papst zugewandten süditalienischen Königreich stellte eine akute Bedrohung aller Mächte dar, die die kaiserliche Gewalt in Italien einzudämmen trachteten, allen voran der Papst und die selbständigen lombardischen Städte Oberitaliens. Zwar starben sowohl Kaiser Heinrich VI. als auch Konstanze schon bald kurz nacheinander (1197 und 1198), das italienische Erbe verblieb aber dem minderjährigen Sohn beider, dem späteren Kaiser Friedrich II., dem 1215 auch die deutsche Krone zufiel.

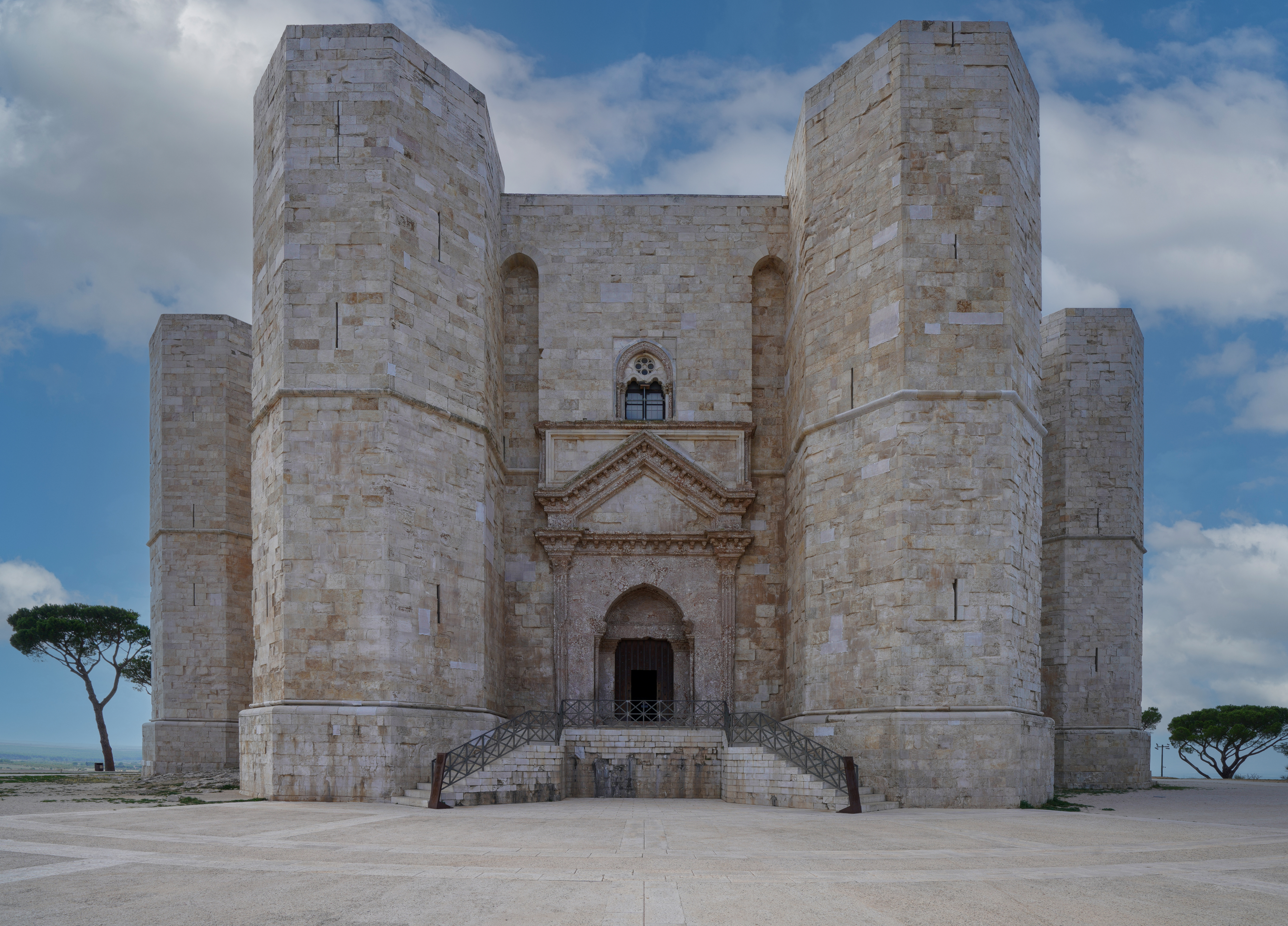
Castel del Monte

In der Regierungszeit Friedrichs II. (1215–1250) rückte das italienische Festland mit Apulien vor Sizilien (sein Spitzname lautete „Puer Apuliae“ ‚Kind Apuliens‘) stärker in den Mittelpunkt des Geschehens. Obwohl Friedrich seine Kindheit und Jugend hauptsächlich in Palermo verbracht hatte, hielt sich der Kaiser nur selten in Sizilien oder gar Deutschland auf, sein Augenmerk galt in erster Linie den Auseinandersetzungen mit den lombardischen Städten und dem Papst in Oberitalien. Sein süditalienisches Reich verdankt ihm eine große Zahl zukunftsweisender Reformen auf gesetzgeberischem, verwaltungstechnischem und kulturellem Gebiet. Seine Residenz verlegte er nach Foggia und errichtete dort einen prachtvollen Palast (der im 18. Jahrhundert mit dem Großteil der Stadt einem Erdbeben zum Opfer fiel). Auch andernorts im Königreich zeigte sich rege Bautätigkeit, auffallend vornehmlich in noch heute existierenden Befestigungsanlagen in Häfen und Küstengebieten. Gegen Ende seines Lebens ließ Friedrich II. die Burg Castel del Monte bei Andria errichten, berühmt als „Krone Apuliens“. Bemerkenswert und schon von den Zeitgenossen als Sensation und mit Abscheu betrachtet ist die Tatsache, dass Friedrich II. sich mit muslimischen Gelehrten und Literaten umgab, sich eine sarazenische Leibwache hielt und die apulische Stadt Lucera mit unterworfenen Sarazenen besiedelte, in denen er seine treuesten Untertanen und Anhänger fand, ehe er schließlich in Castel Fiorentino in der Nähe von Lucera starb.
Der Tod Friedrichs II. leitete das Ende der Stauferzeit im Königreich Sizilien ein. Zwar konnte nach seiner Verfügung sein (unehelicher) Sohn Manfred zunächst die Herrschaft übernehmen und sich gegen päpstliche Truppen behaupten, Papst Urban IV. jedoch gewann Karl von Anjou, Bruder des französischen Königs, zum Verbündeten, und diesem wurde das Königreich Sizilien, aus dem er die Staufer vertreiben sollte, als päpstliches Lehen übertragen. In der Schlacht bei Benevent 1266 verlor Manfred gegen Karl von Anjou Krone und Leben, ein späterer Feldzug seines Neffen Konradin endete nach Anfangserfolgen 1268 bei Tagliacozzo in einer Katastrophe. Die sarazenische Kolonie in Lucera wurde anno 1300 vernichtet.

## Apulien als Provinz des unteritalienischen Reiches
Mit dem Ende der Stauferzeit endet die relative Eigenständigkeit Apuliens. Die Landschaft teilt seither die Geschicke Unteritaliens bzw. Siziliens und nimmt keine Sonderstellung ein, zumal mit dem Ende der Kreuzzüge und dem Aufstieg Venedigs zur beherrschenden Seemacht in Adria und Ostmittelmeer auch die wirtschaftliche Bedeutung der apulischen Adriahäfen zurückging.
Die Herrschaft des Hauses Anjou konnte sich zunächst fest etablieren und militärisch absichern, wurde aber von der Bevölkerung als hart und drückend empfunden, zugleich traten Erbansprüche des Königshauses Aragón auf den staufischen Besitz hervor. Ein von Aragón unterstützter Aufstand in Sizilien 1282, die sizilianische Vesper, riss die Insel vom Königreich los und brachte sie auf Dauer in aragonesischen Besitz, das Festland mit Apulien verblieb dem Haus Anjou als Königreich Neapel.
Nachfolgestreitigkeiten im weit verzweigten Haus Anjou gab den Aragonesen 1442 Gelegenheit, auch das Königreich Neapel zu übernehmen, infolgedessen waren die Reichsteile wieder vereint und standen ab nun – nach der Vereinigung der iberischen Reiche zum Königreich Spanien 1479 – unter der spanischen Krone, die kurz darauf dem Haus Habsburg zufiel.
Eine neue Bedrohung ergab sich infolge des Ausgreifens der osmanischen Türken auf dem Balkan und ihres ständigen Kampfes mit Venedig seit dem 14. Jahrhundert. Die Apulien gegenüberliegende Adriaküste Albaniens war bereits türkisch, und so erfolgte 1480 unter Sultan Mehmed II., dem Eroberer Konstantinopels, ein Angriff auf Otranto und die Zerstörung der Stadt. Die Türken errichteten an der engsten Stelle der Adria einen Brückenkopf in Italien. Ob damit der Anfang weiterer Eroberungen und die Bedrohung des Papstes in Rom, der zu den kompromisslosesten Gegner der Moslems gehörte, beabsichtigt war, bleibt offen: Nach dem Tod Mehmeds II. gaben die Türken schon im folgenden Jahr die Stadt wieder auf, die Spanier restaurierten ihre Herrschaft. Trotzdem blieben die Küsten Apuliens wie alle Küsten des westlichen Mittelmeeres im 15. und 16. Jahrhundert äußerst gefährdet durch die ständigen Überfälle türkischer und berberischer Seeräuber, wovon die zahlreichen Überreste von Befestigungen und Wachttürmen (häufig in Sichtweite voneinander, so dass die Weitergabe von Signalen möglich war) noch heute Zeugnis ablegen. Erst die militärischen Expeditionen Kaiser Karls V. in Nordafrika um 1530 konnten hier eine gewisse Entlastung bringen.

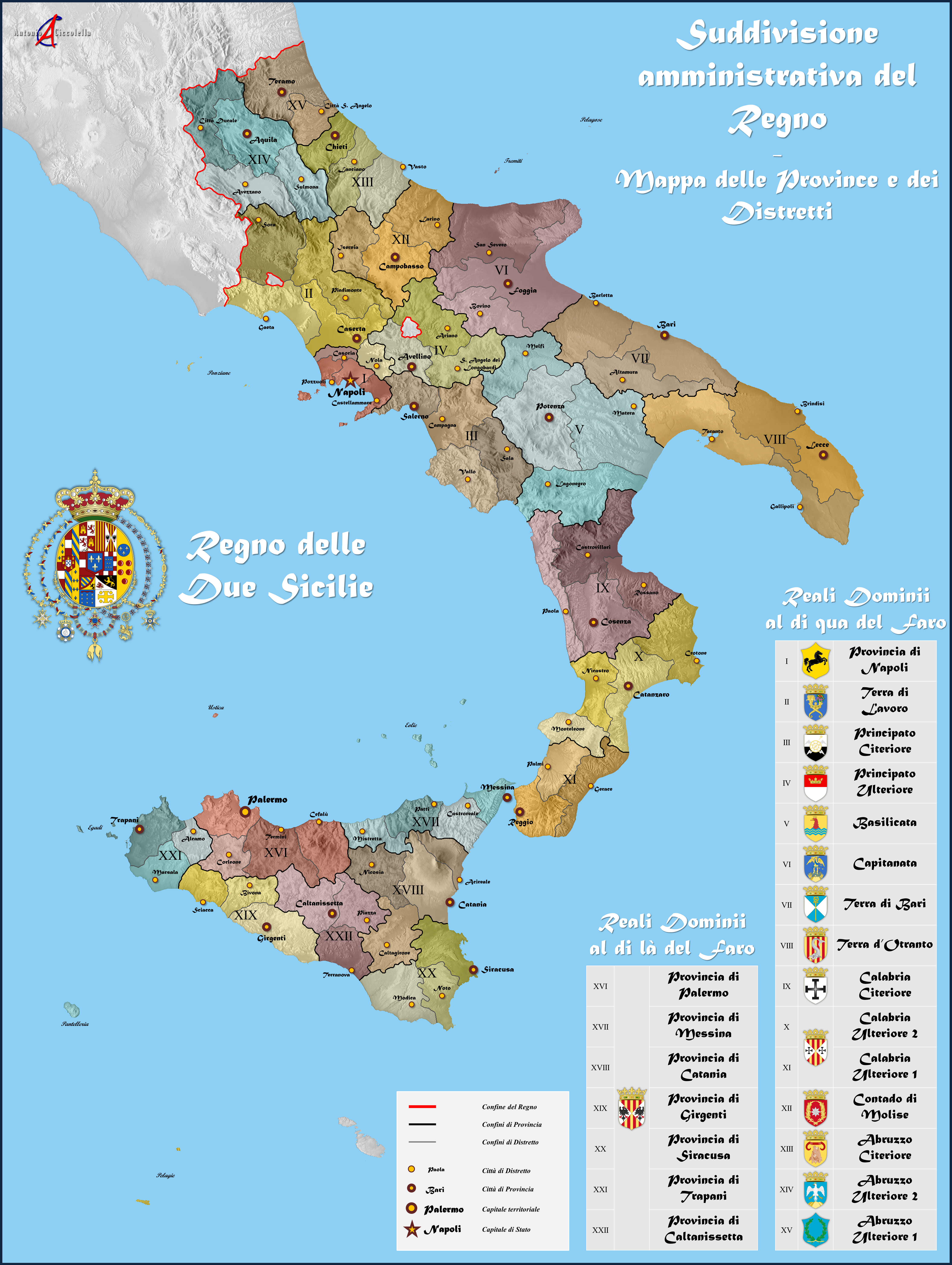
Das Königreich beider Sizilien

Beim Erlöschen der Spanischen Linie des Hauses Habsburg 1700 entschied der Spanische Erbfolgekrieg über die Aufteilung der Erbmasse: Unteritalien mit Apulien wurde (neben anderen Anteilen) der Österreichischen Linie zugestanden, kurz darauf auch Sizilien, während die Hauptmasse der Spanischen Krone in den Besitz des französischen Hauses Bourbon gelangte. Bereits 1748 brachte das Ergebnis des Österreichischen Erbfolgekrieges eine neuerliche Besitzverschiebung: Eine weitere Linie der spanischen Bourbonen übernahm die Herrschaft in Neapel und Sizilien, in der Folgezeit häufig als Königreich beider Sizilien bezeichnet, und blieb im Besitz dieser Länder bis 1860 (mit einem Zwischenspiel in der Zeit Napoleons I.), als die Revolutionstruppen Giuseppe Garibaldis die bourbonische Dynastie stürzten und ihr Herrschaftsgebiet in das neu entstehende Königreich Italien eingliederten.

## Exkurs: Aufstieg der Normannen 1000 bis 1050
Die Entzweiung zwischen den langobardischen Fürsten Waimar von Salerno und seinem Onkel (?) Pandulf von Capua dürfte um 1035 zu datieren sein. Ein Angriff Pandulfs auf Benevent misslang 1036. Nach diesem Angriff scharte Waimar nicht nur die mit Pandulf Unzufriedenen um sich, sondern rekrutierte auch ein Söldnerheer, in dem sich unter anderem die beiden Hauteville-Brüder Wilhelm (später »Eisenarm« genannt) und Drogo befanden.
Pandulfs Angriffe auf die reichsunmittelbare Benediktinerabtei Montecassino führten zum Eingreifen Konrads II. in Italien im Jahre 1038. Im Angesicht der kaiserlichen Truppen lenkte Pandulf zunächst ein, indem er sich zur Zahlung einer Bußsumme bereiterklärte und seine Kinder (u. a. des späteren Pandulf VI.) als Geiseln anbot. Dann verweigerte er jedoch eine vollständige Zahlung der Buße, und auch sein Sohn, so scheint es, war wohl mittlerweile wieder geflohen, so dass Konrad doch zu militärischen Mitteln griff: Im Mai trieb er den Fürsten auf dessen Burg St. Agathe oberhalb von Capua (bei Capua vetere) zurück, setzte ihn fest, enthob ihn aller Ämter und sprach die Verbannung aus.
Dann ging das Fürstentum an Wilhelm von Salerno, der auch noch mit dem Herzogtum Gaeta belehnt wurde und dazu die Grafschaft Aversa, auf die auch Neapel Ansprüche angemeldet hatte, zu Salerno geschlagen bekam. Bischof Hildebrand von Capua, ein Sohn Pandulfs, musste seinen Stuhl räumen. Für das Kloster Montecassino wurde der pandulfische Verwalter Todius seines Amtes entsetzt, ebenso wie der Byzanz verbundene Abt Basilius. Da nun die Mönche in ihren Reihen keinen geeigneten Nachfolger sahen, wurde Konrad um eine Empfehlung gebeten. Kaiserin Gisela schlug (den Altaicher) Richter, bis dahin Abt des Klosters Leno, vor, der dann auch gewählt wurde.
Die Ordnung des Kaisers blieb auch nach dessen Abgang bestehen. Paschalis ging nach kleineren Versuchen, wieder Fuß zu fassen, schließlich nach Konstantinopel. Aversa wurde nun zunehmend eine Art Sammelstätte für normannische Immigranten. Auch die Zusammenarbeit mit den Byzantinern, denen sich die Normannen bislang als Söldner verdingt hatten, war nach dem Sizilienfeldzug, auf dem sich erstmals Wilhelm auszeichnete und vor Syrakus den Beinamen Eisenarm verliehen bekam, beendet. Die Entzweiung begann wahrscheinlich mit einem Pferd: Als der Normannenführer Arduin dies Pferd erbeutet hatte und Anstalten machte, es auch nach der Sitte seines Volkes zu behalten, nahm es ihm der griechische Führer Maniacus nicht nur wieder ab, sondern ließ den Normannen nach der Sitte seines Volkes auch noch durchprügeln – womit die Zusammenarbeit beendet war. Der Feldzug selbst blieb ebenfalls ohne größeren Erfolg, lediglich Messina scheint 1038 in griechischen Besitz gekommen zu sein.
Waimar hatte sich bis September 1038 dann sein Lehen Capua erobert, bis April 1039 auch Amalfi. In der Stadt war vorher schon der Bundesgenosse der Griechen, Manso IV. vertrieben worden und der vorher von diesem amtsenthobene Johann II. zurückgekehrt, der nun aber Waimar den Platz räumte und nach Konstantinopel floh. Bis Juli 1039 war Sorrent dann mit Hilfe der aversanischen Normannen unter Rainulf erobert und Guido von Gonza zum Grafen von Sorrent erhoben worden. Als letzte Stadt wurde dann wohl Gaeta Waimars Lehen eingegliedert.
Die Griechen scheinen bis dahin vollkommen ausgelastet gewesen zu sein, Sizilien zurückzuerobern, und leisteten in Unteritalien keinen nennenswerten Widerstand. Dann aber gelang es Michael Doceanus, in Unteritalien wieder Fuß zu fassen und Ascoli zurückzuerobern. Weitere Versuche, die sich etablierende Herrschaft der Normannen zu brechen, wurden aber von Rainulf niedergeschlagen. Rainulf wiederum hatte sich nun mit Arduin, mittlerweile Stadtkommandant von Melfi, verbündet, um weitere Städte Apuliens zu erobern. Erst nun gerieten Griechen und Normannen hart aneinander. Doceanus zog offen gegen die Normannen zu Felde. Trotz beträchtlicher Übermacht unterlag der Grieche aber 1041 erst am Olivento (17. März), dann bei Monte Maggiore am Ofanto (4. April). Beim letzten Aufeinandertreffen sollen 18.000 Byzantiner gegen 3.000 Normannen gezogen sein. Die Niederlage rief sodann in Konstantinopel auch Unverständnis hervor, so dass Doceanus sein Mandat entzogen wurde.
Ende 1041 erschien Exaugustus als neuer Katepan, verlor aber die dritte und entscheidende Schlacht bei Montepeloso (3. September). Die Normannen hatten sich hierzu Atenulf von Benevent, einen Bruder von Pandulf III., zum Führer erwählt. Exaugustus geriet in die Hände der Normannen und kam nur gegen ein beträchtliches Lösegeld wieder frei. In der Schlacht selbst hatte sich Wilhelm Eisenarm erneut ausgezeichnet (nach anderen Berichten aber ein Walther, Sohn des Amicus). Trotz der Erfolge brachen aber immer wieder Zwistigkeiten innerhalb der Normannen(-gruppen) auf. Vielleicht überwarf Atenulf sich mit Waimar, weil er sich durch dessen Belehnung des Rainulf von Aversa mit Gaeta brüskiert sah. Bis Ende 1041 wurden dessen unbeschadet aber die Städte Matera, Bari, Monopoli und Giovinazzo erobert. Zuletzt schloss sich dann der einheimische (?) Agyros, Sohn des Melos, den Normannen an und wurde um den Mai 1042 zu deren Führer erhoben. Unter Agyros, der bis zu 7.000 Mann unter sich gehabt haben soll, dienten nun auch Wilhelm Eisenarm, Rainulf von Aversa und Rudolf Trincanocte.
Nun fanden einige Rangeleien mit Maniaces, dem neuen byzantinischen Feldherrn, statt, der die Eroberungen der Normannen zurückerkämpft hatte, derweil diese durch Aufstände in Giovinazzo gebunden waren. Als sich die Truppen dann vor Trani gegenüberstanden, ließ sich Agyros von den Byzantinern korrumpieren und verriet gegen hohe Geldsummen (und Ämter) seine Leute (im Juli). Durch Intrigen ging Maniaces dann aber bald am byzantinischen Hof seiner Posten wieder verlustig und versuchte nun, die Normannen, die misstrauisch geblieben zu sein scheinen, für sich zu gewinnen.
Arduin, dem Stadtkommandanten von Melfi, waren zuvor schon von Rainulf 300 Männer zur Sicherung der Stadt überlassen worden, die zu Kompanien von 25 Soldaten mit einem Anführer zusammengefasst waren. Unter den Kompanieführern fanden sich dann auch die Hauteville-Brüder Wilhelm Eisenarm und Drogo. Als Agyros nun als Verräter erkennbar wurde, erhoben die Normannen Wilhelm Eisenarm zu ihrem Führer (Ende 1042). Waimar versuchte, seinen Einfluss zu stabilisieren, indem er Wilhelm die Hand der Tochter seines Bruders, Guido von Sarrent, gab und Wilhelm als rector (Oberlehnsherr) in seine Lehnsoberhoheit band. Wilhelm war nun Graf von Apulien. 1043 wurde unter Waimars Führung das eroberte Gebiet, nachdem Rainulf von Aversa zuvor Siponto erhalten hatte, aufgeteilt: Wilhelm erhielt Ascoli, sein Bruder Drogo Venosa. An einen Arnolin ging Lavello, an Hugo Tutabovi Monopoli und an einen Rudolf (Trincanocte?) Cannae. Walther (Sohn des Amicus?) erhielt Civitate, Rudolf (Sohn des Bebena) bekam Santarcangelo und ein Tristan Montepeloso. Herveus sah sich nun im Besitz von Frigento, Asclittin (d. J.?) bekam Acerenza, und Raimfrido d’Altavilla fiel Minervino zu. Dem Arduin soll aber von allem die versprochene Hälfte ausgeliefert worden sein (wobei sich über die Modalitäten keine Angaben finden).
So war in der Mitte des 11. Jahrhunderts die Herrschaft der Normannen erstmals in Unteritalien etabliert, war das Fundament gelegt worden für zukünftige Ansprüche der bereits ansässigen wie auch neuer Abenteurer aus dem Norden Frankreichs.